# Операция «Пантера»
Операция «Пантера» (нем. Operation Panther, сербохорв. Операција „Пантер“ / Operacija "Panter"), в югославской историографии Кордунско-Банийская операция (сербохорв. Кордунашко-банијска операција / Kordunaško-banijska operacija) — операция войск вермахта и Независимого государства Хорватии против югославских партизан, состоявшаяся с 7 по 20 декабря 1943 в Глине и на Петровой горе. Была частью так называемого шестого антипартизанского наступления (серии операций вермахта зимой 1943—1944 годов). Завершилась победой сил вермахта.

## Предыстория
К началу декабря 1943 года немцами и усташами контролировались не занятые партизанами территории Кордуна, Бановины и Цазинской Краины. На линии Сисак—Петриня—Глина располагалась 1-я казачья дивизия вермахта, а железнодорожный путь Суня—Бихач контролировала 373-я легионерская хорватская дивизия «Тигр». Подобное сосредоточение войск соответствовало стратегически-оперативным планам 2-й танковой армии, которая должна была обеспечить защиту тыла и перекрыть возможное снабжение партизан с моря. Противники решили разбить 8-ю кордунскую дивизию НОАЮ и Кордунский партизанский отряд, которые засели на Кордуне и Петровой горе, а затем нанести удар по 7-й Банийской дивизии НОАЮ и Банийскому партизанскому отряду в Бановине и Шамарице.

## Ход операции
6 декабря 1943 с линии Карловац—Огулин в сторону Петровой горы и Шамарицы двинулась 371-я немецкая пехотная дивизия, а с линий Глина—Петриня—Суня и Суня—Костайница—Бихач двинулись части 1-й казачьей дивизии, 373-й легионерской дивизии вермахта и отряды 2-й домобранской егерской бригады. Силы вермахта окружили занятую партизанами территорию и двинулись к линии Глина—Топуско и Врнограцу. Согласно отчётам немцев, партизанские части не могли создать оперативный резерв в зоне и были скованы на месяц. В ходе действий немецких войск была полностью разрушена военная и гражданская инфраструктура, создаваемая партизанами, а также подавлена вся их пропаганда, что заставило местное население относиться к партизанам с большим недовольством. К 20 декабря войска немцев оттеснили 4-й хорватский армейский корпус партизан и прорвались на занимаемую ими территорию, разграбив все деревни и уведя население в лагеря Карловаца и Сасака. Однако сам 4-й корпус сумел прорвать кольцо окружения и ускользнуть.
По партизанским данным, 4-й корпус потерял убитыми и ранеными 200 человек, а потели противника не были установлены. По данным немцев, более 800 партизан были убиты, почти 200 попали в плен, а сами нападавшие потеряли убитыми 80 человек (70 немцев и 10 хорватов).